# Franciszek Krengelewski
Franciszek Krengelewski (ur. 2 marca 1911 w Westenfeld w Niemczech, zm. 17 września 1999 w Brodnicy) – polski prawnik i polityk, poseł na Sejm PRL VI kadencji (1972–1976). 

## Życiorys
Był synem polskiego działacza narodowego Jana Krengelewskiego i Otylii. W 1929 uzyskał świadectwo dojrzałości w gimnazjum klasycznym w Brodnicy. W 1952 ukończył studia prawnicze na Uniwersytecie Mikołaja Kopernika, po czym ukończył aplikację arbitrażową. Pracował m.in. jako radca prawny w spółkach rolniczych na terenie województwa bydgoskiego. 
W 1962 wstąpił do Stronnictwa Demokratycznego. Pełnił obowiązki przewodniczącego koła oraz członka prezydium Powiatowego Komitetu partii w Brodnicy. Udzielał się we władzach lokalnych, m.in. jako radny oraz członek prezydium Miejskiej Rady Narodowej w Brodnicy. W 1972 został wybrany na posła VI kadencji w okręgu wyborczym Grudziądz. 
W 1999 z żoną Jadwigą zostali odznaczeni Medalem za Długoletnie Pożycie Małżeńskie.